# Битка код Хаба
Битка код Тел Данита или Битка код Хаба одиграла се 14. августа 1119. године између крсташке војске Јерусалимске краљевине, кнежевине Антиохије и грофовије Триполи са једне и Алепа са друге стране. Битка је део крсташких ратова и завршена је победом крсташа.

## Припреме за битку
Руђер од Салерна је позвао крсташе из Јерусалима и Триполија у помоћ против муслимана из Алепа. Међутим, Руђер је сам напао Ил Газија не чекајући појачање па је страховито поражен у бици код Балата. И сам је погинуо у бици. Антиохија је остала без владара, па Бернард од Валенсије, антиохијски патријарх, накратко преузима власт. Балдуин II Јерусалимски ускоро стиже у град и преузима вођство. Ускоро у Антиохију стиже и Понс од Триполија. Укупна снага Балдуина и Понса није прелазила више од 700 витеза.

## Битка
Шест недеља након Руђерове погибије започела је одлучујућа битка код места Тел Данита, дакле истог оног где је 1114. године Руђер од Салерна славио своју велику победу. Након окршаја није се знао победник, иако су обе стране касније победу приписивале себи. Истини за вољу, крсташи се нису повукли са бојног поља, мада је већина турака напустила бојиште. Оно што је за крсташе било најважније јесте то да је Антиохија спашена иако је била близу пропасти као никада до тада. Ово је прва битка у којој су се крсташи борили за опстанак неког града.

## Биди још
- Битка код Балата